# Bernhard Hildebrand Romberg
Bernhard Hildebrand Romberg, född den 26 december 1833 i Berlin, död den 13 september 1858 utanför Newfoundland, var en tysk violoncellvirtuos. Han var dotterson till Bernhard Romberg.
Romberg erhöll första violoncellpriset vid Pariskonservatoriet. Han uppträdde därefter som konsertspelare med stort bifall i flera av Europas största städer, men måste 1856, till följd av en skada i handen, upphöra med det offentliga uppträdandet i konserter. Som medarbetare på ett kontor för ett ångbåtsbolag gjorde Romberg 1858, på ett av bolagets fartyg, Austria, en resa till New York, då han var en av dem som omkom vid fartygets brand.